# Groter Magadha
Groter Magadha is het gebied van de oude mahajanapada Magadha en het gebied daaromheen dat vanaf Bimbisara werd veroverd door de koningen van Magadha, waaronder Koshala en Videha.

## Concept
Groter Magadha is een concept van Johannes Bronkhorst en is volgens hem het gebied rond Magadha dat voor de komst van het brahmanisme een eigen spirituele ontwikkeling kende. Volgens de tot dan toe gangbare theorieën was de vedische tijd, die begon in de Punjab en de westelijke Gangesvlakte, doorgezet in de oostelijkere gebieden, waarna daar een reactie ontstond op de conservatieve shrauta-rituelen van het brahmanisme. Deze reactie zou de shramaṇa-bewegingen van onder meer het jaïnisme en het boeddhisme hebben voortgebracht, maar ook vernieuwingen binnen het brahmanisme zoals die tot uiting kwamen in de Upanishads.
Bronkhorst stelde dat de oorspronkelijke ideeën over karma en wedergeboorte (samsara) – die onbekend waren in de Veda's – in Groter Magadha echter al ontstaan waren voordat de vedische cultuur arriveerde. De taal die de inwoners daar spraken, het Magadhi, was weliswaar net als de vedische taal een Middel-Indo-Arische taal, maar de arische bevolking was al in een eerdere golf naar dit gebied gemigreerd onder druk van de Bharata en de Kuru. Er zou geen sprake zijn van arianisering of sanskritisering van de lokale bevolking door brahmanen, maar een interactie waarbij de vedische cultuur zich mengde met lokale gebruiken. Hier ontwikkelde de witte Yajoerveda zich en werd niet aan vuuroffers (yajna) gedaan. Ze werden in het westen dan ook als buitenstaanders gezien en brahmanen werden geacht niet naar deze gebieden te trekken. De arianisering was hier minder ver gevorderd dan in het westen en naast de Indo-Ariërs woonden hier de inheemse Munda en wat Tibeto-Birmanen. Waar andere gebieden een meer monarchische vorm hadden, was dit in het oosten minder doorgedrongen en kwam hier een meer tribale oligarchie voor, de gana-sangha. Van de stammen die de Vrijji-confederatie vormden, waren de Videha mogelijk de enigen die de sanskritisering doorvoerden.
In Groter Magadha hadden de brahmanen geen dominante positie, maar deelden zij deze met de andere bewegingen, ook aan het hof van koningen. Zo beïnvloedden de diverse bewegingen elkaar en ontstond een nieuw brahmanisme of neobrahmanisme dat het oosten ook als aryavarta, land van de aryas, beschouwde. Daarin was er net als in het boeddhisme een rol weggelegd voor de wereldverzaker (samnyasin) in wat het ashrama-systeem zou worden.

## Individualisering bij deshramaṇa-bewegingen
Aan het einde van de vedische tijd vond de tweede verstedelijking plaats die gepaard ging met verdergaande stratificatie. Rond deze tijd werden stamgebieden (janapada's) samengevoegd tot kleine staatjes (mahajanapada's). Deze overgang naar een steeds meer sedentaire maatschappij met toenemende specialisatie en grotere ongelijkheid had in andere samenlevingen religies gestimuleerd die met een hiernamaals rechtvaardigheid boden voor het lijden tijdens het leven. Op het platteland voldeden de riten en magie van de Veda's veelal, maar in de steden lijkt dat niet meer het geval te zijn geweest.
De nieuwe begrippen uit Magadha leken beter aan te sluiten op deze veranderingen. Het concept van karma, het idee dat iemands daden gevolgen hebben, niet alleen voor het huidige leven, maar ook in volgende levens, impliceert een eigen verantwoordelijkheid voor het eigen lot en stimuleert daarmee individualisering. Het gaf ook een mate van autonomie die in het dagelijks leven steeds minder aanwezig was. Die autonomie had dan wel betrekking op een volgend leven, maar aan deze cyclus van samsara kon ontsnapt worden (moksha). Aangezien inactiviteit gezien werd als een voorwaarde om moksha te bereiken, ontstonden er veel ascetische bewegingen die zich in meer of mindere mate terugtrokken uit de maatschappij. De interactie tussen het brahmanisme en deze concepten was de grondslag voor onder meer het boeddhisme, jaïnisme en het ajivikisme. De nieuwe concepten wekten ook weerstand op, zoals bij charvaka, die dit alles afwees.

## De-individualisering in het brahmanisme
Individualisering was voor de brahmanen een probleem, maar in plaats van hier tegenin te gaan, vond de samkhya-school van Kapila, die uit Groter Magadha zou stammen, een andere manier om dit te neutraliseren. Deze school maakt onderscheid tussen het stoffelijke actieve prakrti – niet alleen de stoffelijke wereld, maar ook het denken, voelen en handelen – en het geestelijke passieve purusha – het diepere inactieve zelf. Het idee dat het innerlijke zelf inactief is, deed beseffen dat moksha ook tijdens het leven te bereiken is, wat later bekend werd als jivanmukti. Aangezien purusha gescheiden is van alle gedachten en handelen, kan dan zelfs gestreefd worden naar moksha zonder zich terug te trekken uit de maatschappij. Zo ontstond er ruimte voor de woudkluizenaar (vanaprastha) die zich weliswaar afzonderde, maar nog wel offers bracht. Deze interpretatie werd nog verder doorgevoerd en in de Bhagavad Gita is het Zelf van Arjoena losgekoppeld van zijn lichaam en geest en kan hij als kshatriya nog steeds moksha nastreven. Zijn handelen wordt bepaald door de guna's die bij zijn varna horen. Met deze interpretatie wisten de brahmanen de tendens van individualisering die karma impliceert om te buigen in een legitimatie van de statische maatschappij van het Indische kastenstelsel, een samenleving zonder sociale mobiliteit tussen de varna's en daarmee de-individualisering te bevorderen.:241-254 De culturele identiteit van de brahmanen kende in deze periode dus een grote mate van aanpassing en was niet onveranderlijk of primordiaal zoals nogal eens wordt gesuggereerd.:1-27